# Lin Yue (Shorttrackerin)
Lin Yue (* 24. August 1994 in Jilin) ist eine chinesische Shorttrackerin.

## Werdegang
Lin trat international erstmals im Februar 2013 bei den Juniorenweltmeisterschaften in Warschau in Erscheinung. Dort gewann sie über 500 m die Bronzemedaille und mit der Staffel die Silbermedaille. Zu Beginn der Saison 2014/15 debütierte sie in Salt Lake City im Weltcup und belegte dabei den 17. Rang über 1000 m und den siebten Platz über 500 m. Mit der Staffel erreichte sie dort den zweiten Platz. Im weiteren Saisonverlauf erreichte sie über 500 m einmal den zweiten und einmal den dritten Platz. Mit der Staffel über 3000 m holte sie ihre ersten zwei Weltcupsiege und belegte zweimal den zweiten Platz. Bei den Weltmeisterschaften 2015 in Moskau holte sie mit der Staffel über 3000 m die Silbermedaille. Die Saison beendete sie auf dem fünften Rang im Weltcup über 500 m. Im folgenden Jahr wurde sie bei den Weltmeisterschaften in Seoul Vierte mit der Staffel. Bei den Weltmeisterschaften 2017 in Rotterdam gewann sie die Goldmedaille mit der Staffel. Im Februar 2017 holte sie bei den Winter-Asienspielen in Sapporo die Silbermedaille mit der Staffel.

## Weltcupsiege im Team
| Nr. | Datum             | Ort       |
| --- | ----------------- | --------- |
| 1.  | 21. Dezember 2014 | Seoul 1   |
| 2.  | 15. Februar 2015  | Erzurum 2 |

## Persönliche Bestzeiten
- 500 m 43,129 s (aufgestellt am 11. November 2016 in Salt Lake City)
- 1000 m 1:29,817 min. (aufgestellt am 7. November 2014 in Salt Lake City)
- 1500 m 2:24,797 min. (aufgestellt am 4. März 2016 in Shanghai)
- 3000 m 5:46,415 min. (aufgestellt am 19. Dezember 2014 in Seoul)